# 11-es busz (Pécs)
A pécsi 11-es jelzésű autóbusz Meszes déli csücskében található Budai Állomás és Pécsbánya Széchenyi-akna felőli részének kapcsolatát látta el. Nem igazán volt nagy forgalmú járat, a Széchenyi-akna környékén eljutását segíti Budai Állomáshoz. A járat 27 perc alatt ért vissza a Budai Állomásra az összesen 11 km-es úton.
2010. február 15. és 2013. október 7. között munkanapokon a 6:40-kor induló 11-es járat betért Mecsekszabolcsba rásegítő járatként 11Y jelzéssel, hogy főként a Csokonai Vitéz Mihály Általános Iskola tanulóit elszállítsa, és ezzel tehermentesítse a 21-es járatot.

## Története
1960-tól Zsolnay-gyár – Béke-akna útvonalon járat közlekedett, illetve a Széchenyi téren keresztül érkeztek járatok Daindolból és Nagydaindolból 21-es és 22-es jelzéssel a Széchenyi-aknához. Majd 1964 augusztusában Béke-aknán befejeződött a termelés, és a Széchenyi-aknára helyeződött át a munka – a legnagyobb István-aknai üzem mellett. Ekkor a 11-es járat útvonala megváltozott: Kossuth tér – Széchenyi-aknára. Új járatok is indultak a 18-as Széchenyi-akna–Pécsújhegy, a 19-es pedig Széchenyi-akna–István-akna útvonalon. 1969. október 1-jén, a Budai Állomás átadásával a járat végállomása ide került. 1987-es átszámozás után az M85-ös járat közlekedett a Széchenyi-akna érintésével István-aknára. Az 1990-es években több ütemben összevonták, majd megszüntették a bányászjáratokat a bányák bezárása miatt. 2014. január 31-én megszűnt, helyette a 4-es járat egyes menetei a Széchenyi-aknáig közlekednek.

## Útvonala
| Budai Állomás – Fehérhegy – Széchenyi-akna:                                               | Széchenyi-akna – Fehérhegy – Budai Állomás:                                               |
| ----------------------------------------------------------------------------------------- | ----------------------------------------------------------------------------------------- |
| - Budai Állomás - Schroll József út - Komlói út - Csárda utca - Kénes út - Széchenyi-akna | - Széchenyi-akna - Kénes út - Csárda utca - Komlói út - Schroll József út - Budai Állomás |

## Megállóhelyei
| 11 (Budai Állomás – Széchenyi-akna) |                |          |                                                                          |                        |
| Perc (↓)                            | Megállóhely    | Perc (↑) | Átszállási kapcsolatok a járat megszűnésekor                             | Létesítmények          |
| 0                                   | Budai Állomás  | 13       | 2, 2A, 12, 13, 13A, 14, 15, 16, 21, 31, 31A, 43, 60, 113, 113Y, 114, 115 | Autóbusz-állomás       |
| 1                                   | Budai vám      | 12       | 2, 12, 21, 31, 31A                                                       |                        |
| 2                                   | Meszesi iskola | 11       | 2, 12, 21, 31, 31A                                                       | Budai Városkapu Iskola |
| 3                                   | Körös utca     | 10       | 2, 12, 21, 31, 31A                                                       |                        |
| 4                                   | Meszes         | 9        | 2, 12, 21, 31, 31A                                                       |                        |
| 5                                   | Fehérhegy      | 8        | 2, 12, 21, 31, 31A                                                       |                        |
| 6                                   | Bánomi utca    | 7        | 12, 31, 31A                                                              |                        |
| 7                                   | Ibolya utca    | 6        | 12, 31, 31A                                                              |                        |
| 8                                   | Kénes út       | 5        |                                                                          |                        |
| 10                                  | Csárda utca    | 3        |                                                                          |                        |
| 12                                  | Kórház         | 1        | 40                                                                       |                        |
| 13                                  | Széchenyi-akna | 0        | 40                                                                       |                        |